# Ansambel Igor in zlati zvoki
Ansambel Igor in zlati zvoki (nemško Igor und seine Oberkrainer) je slovenska narodnozabavna zasedba, ki deluje od leta 1992. Njen vodja je Igor Podpečan, ki jo je ustanovil po razpadu Ansambla bratov Avsenik, pri katerem je igral v zadnji zasedbi.

## Zasedba
V času delovanja ansambla se je zasedba že nekajkrat spremenila. Trenutno jo sestavljajo:
- Igor Podpečan - harmonika, vokal, pozavna;
- Zmago Tkavc - klarinet, saksofon, vokal;
- Jelka Hafner - solo vokal, violina;
- Mike Orešar - kitara, klarinet, vokal;
- Martin Frece - bas, vokal;
- Boštjan Lašič - trobenta, bobni, vokal;

Zanimivo je, da sta nekoč v ansamblu sodelovala tudi basist Vinko Frece, ki je oče sedanjega basista ansambla, in trobentač Stanislav Lašič, ki je oče sedanjega trobentača ansambla. Pred slednjim sta trobento v različnih obdobjih igrala Matej Mastnak in Matej Kozel. Dolga leta je kot basist sodeloval Sašo Vavpetič.

## Delovanje
Ansambel Igor in zlati zvoki je leta 1992 ustanovil Igor Podpečan. Pred tem je igral bariton in bas najprej v ansamblu Celjski inštrumentalni kvintet, nato pa še v zadnji zasedbi ansambla bratov Avsenik. V lastnem ansamblu igra harmoniko.
Gre za kvintetovsko zasedbo, kakršna je bila tudi prejšnja Podpečanova zasedba Ansambel bratov Avsenik. Sodelovali so z različnimi znanimi glasbenimi izvajalci, med njimi Alfijem Nipičem, Lucienne Lončina, Tomažem Domiceljem in Ireno Vrčkovnik, v zadnjih letih po smrti Lojzeta Slaka pa predvsem s Fanti s Praprotna, ki se jim je pridružil tudi Igor Podpečan.
Izdali so več kaset, CD-jev in DVD-jev, in sicer tako v Sloveniji kot tudi za nemško govorno področje, za kar so bili nagrajeni z zlato kaseto in platinasto ploščo. Njihov največji uspeh s festivalov je zmaga na Slovenski polki in valčku leta 1998 z najboljšim valčkom festivala z naslovom Zlatolaska. Trikrat so nastopili v znani televizijski oddaji Karla Moika Musikantenstadl, gostovali pa so tudi že v različnih radijskih in televizijskih oddajah po Sloveniji in v tujini. Pevka v ansamblu Jelka Hafner je v letih 2000 in 2002 prejela nagrado za naj pevko domače glasbe. Leta 2002 so prejeli tudi nagrado Slovenski rubinasti slavček.
V letih 2002 in 2006 so se odpravili na turnejo po ZDA in Kanadi. Leta 2007 so igrali v Grčiji v Atenah na prireditvi Slovenski dnevi v Grčiji. Na njej so bili prisotni mnogi pomembni politiki in gospodarstveniki iz Slovenije in Grčije. Istega leta so se znova odpravili v ZDA in Kanado, tokrat v sklopu svoje 15-letnice. Na ladji Captain John v Torontu so imeli koncert v živo, ki so ga naslednjo noč po zaslugi poslanega audio zapisa predvajali na slovenskih radijskih postajah.
V letu 2017 ansambel praznuje 25-letnico delovanja. V sklopu praznovanja so nastopili na revijalnem delu 26. festivala Vurberk, v načrtu pa je 5 jubilejnih koncertov v krajih, od koder izhajajo člani ansambla. Osrednji je bil 1. julija v Slovenj Gradcu. Pred tem so izvedli koncert v Škofji Loki, načrtovani pa so še koncerti v Libojah, Slovenski Bistrici in Begunjah. Na večini koncertov bodo nastopili tudi Fantje s Praprotna.

## Uspehi
Ansambel Igor in zlati zvoki se ni pogosto udeleževal narodnozabavnih festivalov. Osvojena nagrada:
- 1998: Slovenska polka in valček – Najboljši valček: Zlatolaska.

## Diskografija
Ansambel Igor in zlati zvoki je v času svojega delovanja izdal več albumov, ki so izšli pri založbi Zlati zvoki, ki jo vodi vodja ansambla Igor Podpečan. To so:
1. Naš ata ni copata (1992)
2. Muzikant je potepuh (1993)
3. Božične in novoletne pesmi (1993)
4. Gasilec moj (1993)
5. 25 domačih 1 (1994)
6. Uspešnice Lojzeta Slaka v izvedbi ansambla Igor in zlati zvoki (1995)
7. Čestitke in pozdravi (1995)
8. Najlepše melodije (1997)
9. Lunco bom vprašal (1997)
10. Zlatolaska, najlepši valčki (1998)
11. Ena majhna luštna stvar (1999)
12. 25 domačih 2 (1999)
13. Kavboj Joe, 10 let (2002)
14. Najlepše melodije bratov Avsenik (2002)
15. Najlepše melodije (2004)
16. Halo, Evropa! (2006)
17. Zakaj si tak štor? (2007)
18. Slovenske narodne (2007)
19. Vesel božič (2008)
20. Piranski zaliv (2009)
21. Videoarhiv (2009)
22. Uspešnice Lojzeta Slaka (2011)
23. Vedno prvi, 20 let (2012)
24. Uspešnice (2012)
25. Polka & Waltz Party (2014)
26. Dekle, zdaj mi povej (2014)
27. 25 melodij za 25 let (2017)

## Največje uspešnice
Ansambel Igor in zlati zvoki je najbolj poznan po naslednjih skladbah:
- Deklica s črnimi očmi
- Gasilec moj
- Halo, Evropa
- Kavboj Joe
- Lunco bom vprašal
- Naš ata ni copata
- Zakaj si tak štor
- Zlatolaska